# Gottfried Kinkel

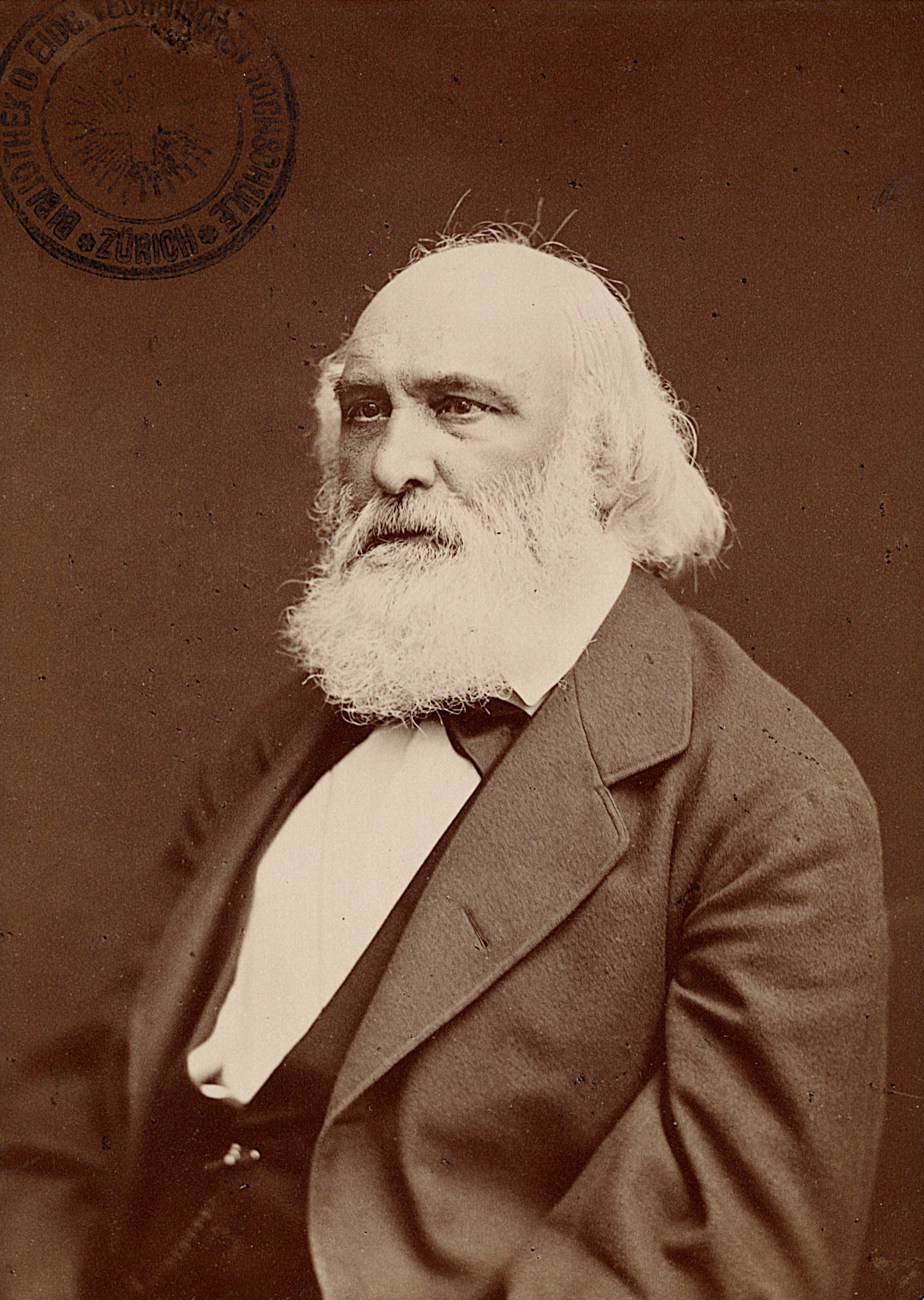
Johann Gottfried Kinkel

Johann Gottfried Kinkel (11 de agosto de 1815 - 13 de noviembre de 1882) era un poeta alemán también notado para sus actividades revolucionarias y su escapada de una prisión en Spandau, Prusia, con la ayuda de su amigo Carl Schurz.

## Primeros años
Nacido en Oberkassel (ahora parte de Bonn). Habiendo
estudiado teología en Bonn y Berlín, se estableció en Bonn en 1836 como Privatdozent, o tutor de teología, y se convirtió en maestro de la escuela secundaria de allí, además de que fue ayudante de predicador por poco tiempo en Cologne.
Cambiando sus opiniones religiosas,  abandonó la teología y dio conferencias sobre la historia de arte, por la que se interesó en un viaje a Italia en 1837. En 1843, se casó con Johanna Mockel (1810–1858), escritora, compositor y música, quién asistió a su marido en su obra literaria y actividades revolucionarias. Tuvieron cuatro hijos.  En 1846 fue nombrado profesor extraordinario de historia de arte en la Universidad de Bonn.

## Revolucionario
En 1848, con su mujer y Carl Schurz, lanzaron un diario, el Bonner Zeitung, mayoritariamente dedicado a sus actividades revolucionarias siguientes, pero también proporcionando el material tradicional como revisiones musicales y teatrales que las personas esperaron entonces de un diario de tiempo completo.

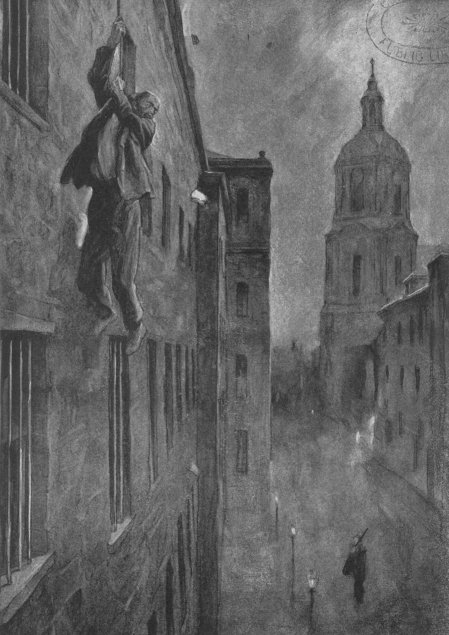
Dibujo recreando el escape de Kinkel de Spandau

Kinkel se unió a la rebelión armada en el Palatinate en 1849, creyendo él que había actuado legalmente en obediencia a las directivas del Parlamento de Fráncfort. Fue herido y arrestado tras una batalla y más tarde sentenciado a encarcelamiento de por vida.  A pesar de que las autoridades originalmente le sentenciaron para ser encarcelado en una fortaleza donde fue capaz de continuar con algún semblance de sus actividades profesionales, Friedrich Wilhelm IV de Prussia encontró la sentencia como ilegal ya que no fue sentenciado a muerte y “graciosamente” lo sentenció a encarcelamiento de por vida en un reformatorio donde su cabeza fue afeitada, y llevar un traje de prisionero, así como pasar el tiempo hilando lana. Eventualmente fue transferido a la Prisión de Spandau en Berlín, donde su amigo y antiguo estudiante, Carl Schurz le ayudó a escapar de la prisión en Spandau y llegar a Londres, Inglaterra en noviembre de 1850.

## Exilio

### Londres
En Londres, se unió a la Liga Comunista.  Más tarde, se vio implicado en el grupo de August Willich-Karl Schapper, grupo dentro de la Liga que estuvo en contra de Karl Marx y Frederick Engels en la ruptura dentro de la Liga Comunista.
Kinkel Visitó los Estados Unidos para recaudar fondos para un “Préstamo Nacional alemán” que era para financiar actividades revolucionarias en Alemania. A pesar de que fue entusiasmadamente recibido, y conocer al presidente Millard Fillmore,  le fue otorgada una leve suma de dinero.
Regresando a Londres en 1853, enseñó alemán y discurso público para mujeres, y lectura en literatura alemana, arte e historia de la cultura.  En 1858,  fundó el periódico alemán: Hermann. Johanna Kinkel perdió la vida en 1858 cuando se aventó de una ventana. En 1860, Kinkel se casó con Minna Emilia Ida Werner, de Königsberger, que vivía en Londres. En 1863, fue nombrado examinador en la Universidad de Londres y otras escuelas en Inglaterra.

### Suiza
En 1866 aceptó ser profesor de arqueología e historia de arte en el Polytechnikum en Zürich, donde falleció 16 años más tarde. Nunca fue capaz de regresar a Alemania. La Enciclopedia Americana de 1920 especula que probablemente fue el amor de su país nativo lo que lo trajo a Zürich.

## Escrituras

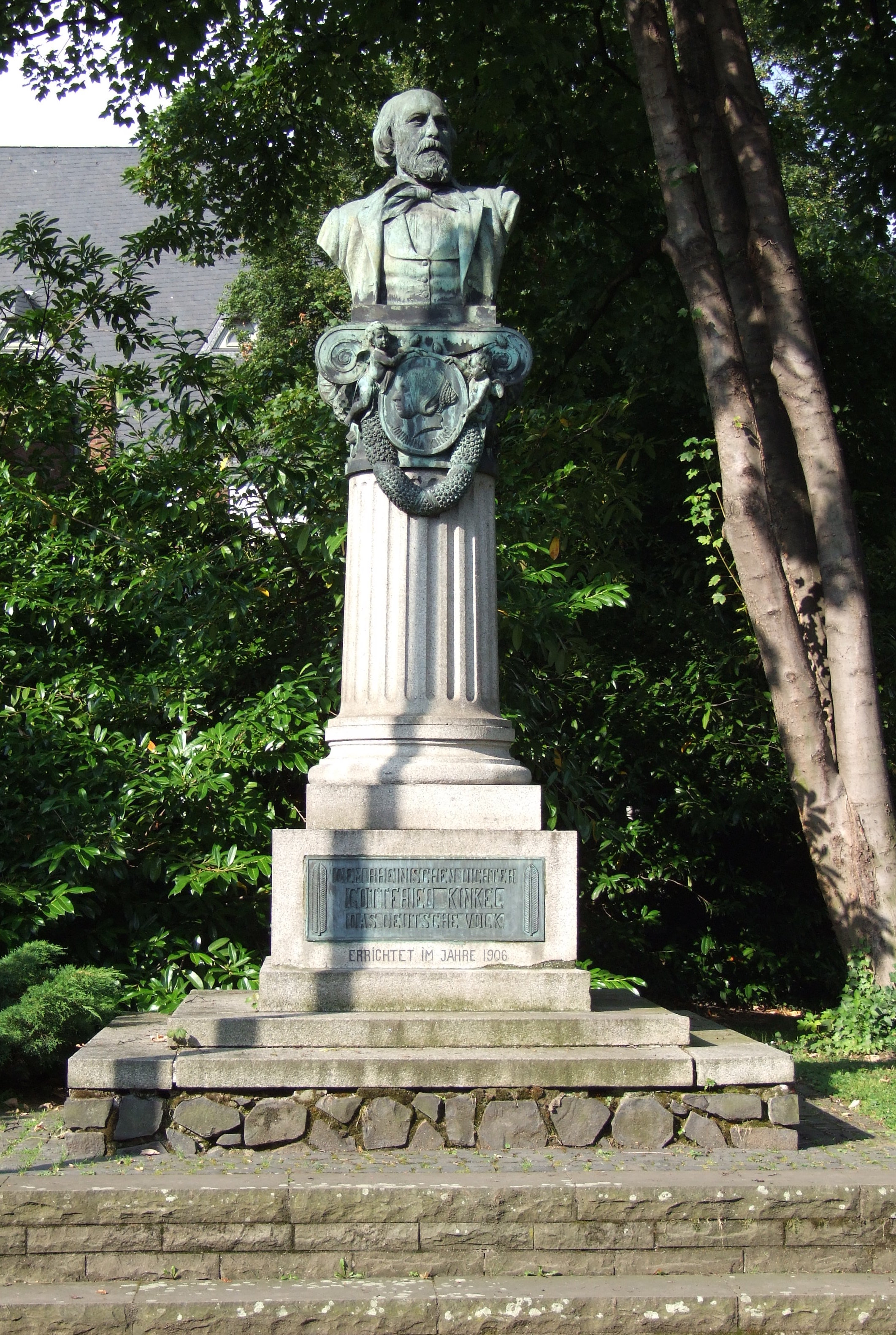
Monumento en Bonn-Oberkassel (1906)

En la valoración de la Encyclopædia Britannica de 1911, la popularidad de Kinkel estaba en desproporción a su talento.  El Britannica de 1911 caracteriza su poesía suave como de tipo sentimental, muy en voga en Alemania a mediados del siglo XIX.
El Gedichte de Kinkel apareció por primera vez en 1843, y pasó por varias ediciones. Sus mejores trabajos fueron los idilios en verso (versos romances), Otto der Schütz, eine rheinische Geschichte en zwölf Abenteuern (1846), el cual para 1920 había tenido más de 100 ediciones, y Der Grobschmied von Antwerpen (1868). Entre sus otros trabajos eran La tragedia de Nimrod (1857), y Geschichte der bildenden Künste bei den christichen Völkern (Una historia de artes visuales entre cristianos, 1845), Die Ahr: Landschaft, Geschichte und Volksleben (Paisaje, historia y vida de las personas a lo largo del Ahr, 1845), y Mosaik zur Kunstgeschichte (1876).

## Medios de comunicación
El escape de Kinkel de Spandau es brevemente dramatizado en la tercera parte (“Pequeño Germanies”) de las películas de Engstfeld de cuatro partes en la serie de Alemanes en América (2006).